# Universidad Estatal de Omsk
La Universidad Estatal de Omsk (su nombre completo oficial es Universidad Estatal de Omsk en honor a F. M. Dostoevsky, en ruso: Омский государственный университет имени Ф. М. Достоевского) es la institución de educación superior más importante de Omsk, Rusia. Fundada en 1974 sobre la base de la Decisión del Consejo de Ministros de la Unión Soviética el 28 de abril de 1973 y el Decreto n.º 276 del Consejo de Ministros de la RSFSR del 8 de junio de 1973 n.º 317. Al principio, fueron abiertas solamente dos facultades: de ciencias naturales y de humanidades. Hoy en día, la universidad cuenta con 13 facultades. La actividad científica de la universidad incluye una amplia variedad de estudios fundamentales y aplicables en diferentes áreas de ciencia. En 2004 se añadió el nombre de Fiódor Dostoyevski a la denominación oficial de la universidad.

## Datos básicos
- Fundada en 1974
- 13 facultades y 76 cátedras
- 10 edificios universitarios y uno más para la biblioteca
- 20 laboratorios equipados
- 47 programas de bachillerato[3]
- 26 programas de maestría
- 14 especialidades de estudios de postgrado y doctorado
- Más de 13 mil estudiantes
- Más de 900 profesores y doctores en ciencias
- Más de 25 mil graduados
- Más de 50 congresos científicos al año
- Cada año está presente en la lista de “100 mejores Universidades de Rusia”[4]
- 12.º lugar de las 58 principales universidades de Rusia en el Índice de audiencia de calificación independiente de la cualidad de enseñanza realizado por la Fundación de V. Potanin[5]

## Facultades
- Facultad de Matemáticas y Tecnologías de la Información
- Facultad de Física
- Facultad de Química
- Facultad de Historia
- Facultad de Fililogía y Ciencias de Comunicación
- Facultad de Lenguas extranjeras
- Facultad de Economía
- Facultad de Derecho
- Facultad de Negocios Internacionales
- Facultad de Psicología
- Facultad de Humanidades
- Facultad de Cultura y Arte
- Facultad de Ciencias de la Computación
- Colegio profesional de la Universidad

## Estudios de postgrado
En la Universidad están abiertos estudios de postgrado de las siguientes especialidades: 
- Matemáticas e informática
- Físicas
- Química
- Historia
- Economía
- Filosofía
- Filología
- Jurisprudencia
- Psicología
- Sociología

## Doctorado
Las especialidades del doctorado:
- Historia de Rusia
- Historiografía, estudio de las fuentes históricas y métodos de la investigación histórica
- Etnografía, etnología y antropología
- Teoría económica
- Economía y administración de economía nacional
- Lengua rusa

## Actividad académica

### Escuelas y ramos científicos
- Álgebra, Geometría y Topología
- Química orgánica y analítica
- Nanotecnología y Física de nanosistemas
- Estudio de complejos arqueológicos y etnográficos
- Lingüística y peritación lingüística

### Conferencias y simposios internacionales
- «América Latina: Pasado y Presente»
- «Foro: Recursos humanos»
- «Problemas de ejecución fiscal en los países de Europa Central y Oriental»
- «Aspectos de la aplicación lingüística en la Rusia moderna»
- «Investigación y diseño en el trabajo social: teoría y práctica»
- «Problemas actuales del arte y educación musical»
- «Integración de la investigación arqueológica y etnográfica», etc.

### Actividades de planificación y de negocio
13 centros de investigación y educación en cuya creación junto con la Universidad Estatal de Omsk F.M. Dostoyevski participaron:
- Academia Médica Estatal de Omsk
- Instituto de Física de la resistencia y Ciencia de los Materiales, sucursal siberiana de la Academia Rusa de Ciencias (SS ARC)
- Instituto de Procesamiento de hidrocarburos (SS ARC)
- Instituto de Química Orgánica de Novosibirsk N.N. Vorontsov (SS ARC)
- Universidad Estatal de Semipalátinsk Shakirim
- Instituto de Sistemática y Ecología de animales (SS ARC)
- Instituto tecnológico de Bisk de la Universidad Técnica Estatal de Altái I.I. Polzunov
- Universidad Estatal Báltica de Economía y Derecho
- Universidad Estatal de Tiumén de Nafta y Gas

## Incubadora interuniversitaria de innovación y negocio (MIBI)
En 2013 fue inaugurada la Incubadora interuniversitaria de innovación y negocio (MIBI) 

### Estructura de la Incubadora interuniversitaria de innovación y negocio
- Centro de Innovaciones
- Centro de Aplicación de Tecnología
- Centro de Prototipos
- Centro de Medios de comunicación
- Centro de Servicios Espaciales

### Actividades de planificación y de negocio
Desde el año 2009 fueron inauguradas 17 empresas innovadoras. Productividad de pequeñas empresas – sobre 30 millones de rublos (2009 - 2012). 
Proyectos realizados:
- Desarrollo y producción de superconductores
- Desarrollo de nuevos métodos de diagnóstico médico
- Desarrollo de fuentes de energía alternativas
- Aplicación de nano-recubrimientos para consolidar piezas de la maquinaria

## Cooperación internacional
Alrededor de 100 estudiantes, graduados y profesores de la Universidad Estatal de Omsk F.M. Dostoyevski anualmente participan en programas de intercambio académico internacionales. Cada año alrededor de 50 titulados de máster de las universidades extranjeras asociadas realizan sus prácticas científicas en la OmGU. 

### Programas Internacionales
- programas de intercambio estudiantil
- movilidad académica
- programas de investigaciones conjuntas

### Universidades asociadas extranjeras
Alemania
- Universidad de Vechta
- Universidad de Jade

Suiza
- Universidad de Ciencias Aplicadas de Neuchâtel

Polonia
- Universidad Nicolás Copérnico

Serbia
- Universidad de Novi Sad

México
- Universidad Autónoma del Estado de México

Japón
- Fondo teatral de China y Rusia

Kazajistán 
- Academia Internacional de Negocios
- Universidad Estatal de Pavlodar  S. Torayguírov
- Universidad Estatal de Kokshetau Sh. Ualijanov

### Cooperación Internacional Iberoamericana
Desde el año 2005 la Universidad Estatal de Omsk F.M. Dostoyevski es un centro asociado del Instituto Cervantes y recibe cada año convocatorias del examen internacional de Dimploma de Español como Lengua Extranjera (DELE). 
Desde el año 2008 iban fortaleciendo contactos con la Embajada de México en la Federación Rusa y personalmente con el Sr. Embajador Extraordinario y Plenipotenciario de los Estados Unidos Mexicanos, Alfredo Pérez Bravo. En 2009 se realiza la primera visita del Sr. Embajador a Omsk por la invitación de la OmGU. El resultado de esta visita fue la firma del Protocolo de Intenciones entre la Embajada de México y la Universidad Estatal de Omsk F.M. Dostoyevski. El Sr. Embajador y el Sr. Cónsul de México participaron en reuniones con las autoridades de la Universidad y los estudiantes, así como con representantes de la administración regional.
En la aplicación de los artículos del Protocolo en octubre-noviembre de 2009 en Omsk se celebró la Semana de México y la cultura mexicana, en el marco de la cual, junto con la Embajada de México en Rusia se llevó a cabo la exposición fotográfica del fotógrafo mexicano, Francisco Mata Rosas, "México Tenochtitlan"; además fueron demostradas con traducción películas mexicanas de la serie "Santo enmascarado de plata"; se celebró el final y premiación de los ganadores del concurso de redacción entre los estudiantes "México a través de mis ojos", celebración de la fiesta tradicional mexicana del Día de los Muertos, velada de canción revolucionaria "Dos países. Dos revoluciones".
En abril de 2010 se celebró la primera conferencia internacional "América Latina en el contexto contemporáneo" con la participación de científicos rusos y mexicanos, así como del Embajador de México, el Sr. Bravo.
En 2011 entró en vigor y fue implementado el Acuerdo de colaboración y cooperación entre la Universidad Estatal de Omsk F.M. Dostoyevski y la Universidad Autónoma del Estado de México, Toluca (México). En el mismo año los estudiantes de la maestría de Estudios Latinoamericanos de la OmGU realizaron la primera práctica de la investigación en la Universidad Autónoma del Estado de México (UAEMex); desde entonces, es un evento anual.
En octubre de 2011 la Universidad Estatal de Omsk F.M. Dostoyevski junto con la Universidad Autónoma del Estado de México llevaron a cabo la segunda Semana de México y la cultura mexicana en Omsk.
En mayo de 2012 la Universidad Estatal de Omsk recibió a una delegación de las autoridades altas de la Universidad Autónoma del Estado de México.
Desde noviembre de 2013 en la OmGU se imparten conferencias de los profesores de la Universidad Autónoma de México.
Para ampliar y reforzar contactos con los socios de los países de habla hispana en la Universidad Estatal de Omsk F.M. Dostoyevski fue creado el Centro Cultural Iberoamericano.

## Contactos
Dirección: 644077, Rusia, Omsk, Pr. Mira, 55а

### Rector de la OmGU
Aleksey Yákub
Tel. (3812) 67-01-04
Fax (3812) 28-55-81
rector@omsu.ru

### Centro Cultural Iberoamericano
Irina Rógova
Tel. 8-913-978-5678
rogova_irina@rambler.ru 